# Sint-Elisabethsvloed (1421)
De Sint-Elisabethsvloed van 1421 was een watersnoodramp in de graafschappen Holland, Zeeland, en Vlaanderen die plaatsvond op of rond 19 november 1421, de naamdag van Sint-Elisabeth.
De ramp wordt vermeld in de Chronicon Tielense (Tielse Kroniek).

## Oorzaak
Vermoedelijk werd de ramp veroorzaakt door een bijzonder zware noordwesterstorm, gevolgd door een zeer hoge stormvloed. Van springvloed was geen sprake, maar de grote aanvoer van bovenwater maakte dat de rivieren zeer hoog stonden. Er waren twee doorbraken, de eerste in het zuidwesten van de Grote Waard in november 1421. Het lijkt er op dat deze doorbraak tot een vrij brede bres leidde, die langzaam de Grote Waard onder water zette. Waarschijnlijk was de vloed zelf niet eens zo hoog, want veel mensen konden zichzelf en hun vee in veiligheid stellen. Echter, in december van dat jaar was er ook een grote afvoer van Rijn en Maas, die tot een extreem hoge waterstand bij Werkendam leidde. Als gevolg hiervan brak ook daar de dijk door, en ontstond een doorgaande geul door de Grote Waard. Omdat het brede gat in het zuidwesten van De Grote Waard niet onmiddellijk gedicht kon worden, is het door de getijdewerking steeds verder vergroot. Sluiten was toen niet meer mogelijk. Het kan zijn dat door de Hoekse en Kabeljauwse twisten het dijkonderhoud wat verwaarloosd was. Doordat er een constante doorstroming van het gebied was en er aan de westzijde een getijde-effect was, ontstond er een nat gebied met opgeslibde zandplaten met daartussen kreken en bredere wateren.

## Gevolgen

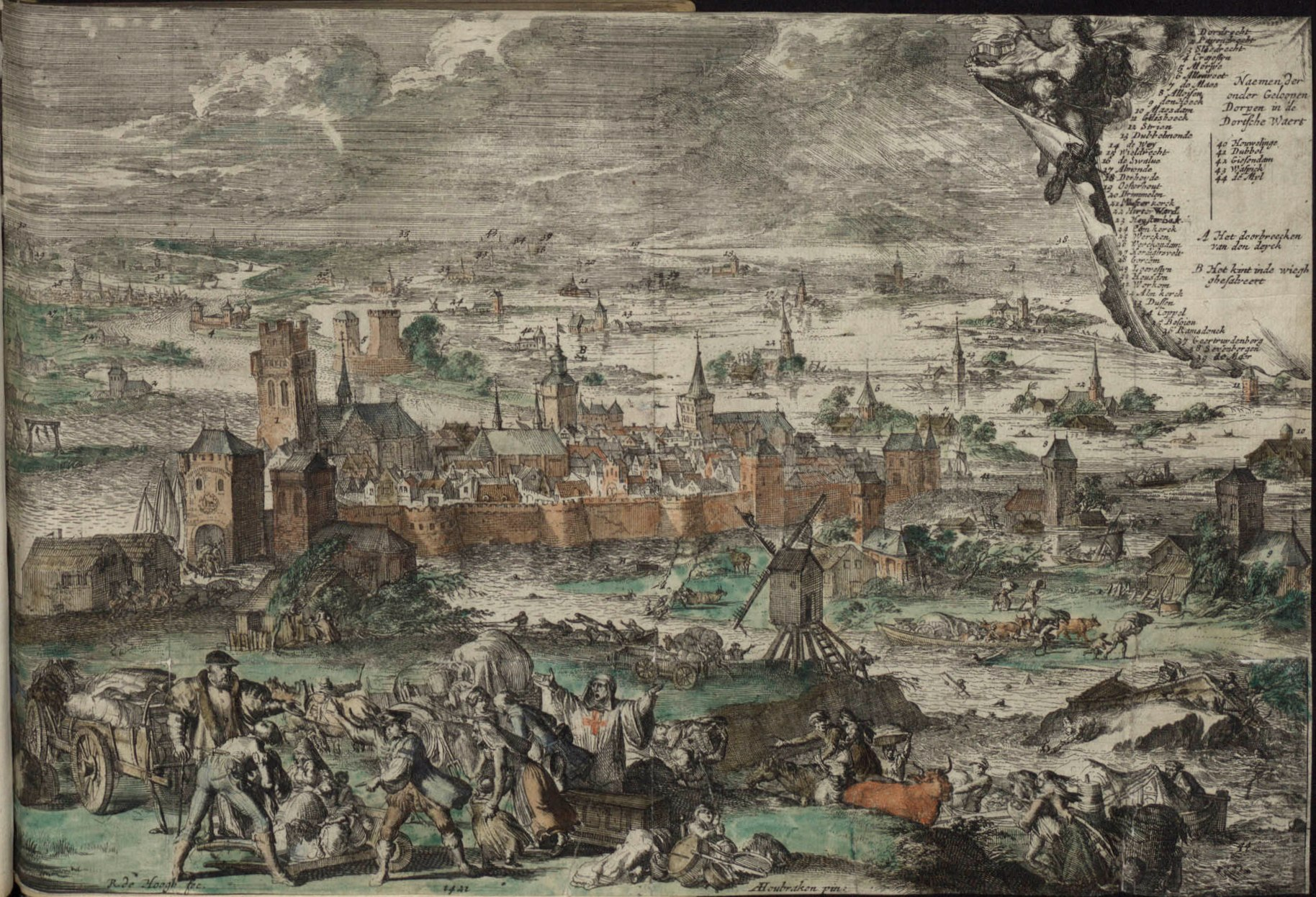
Arnold Houbraken en Romeyn de Hooghe - St. Elisabeth vloed 1421

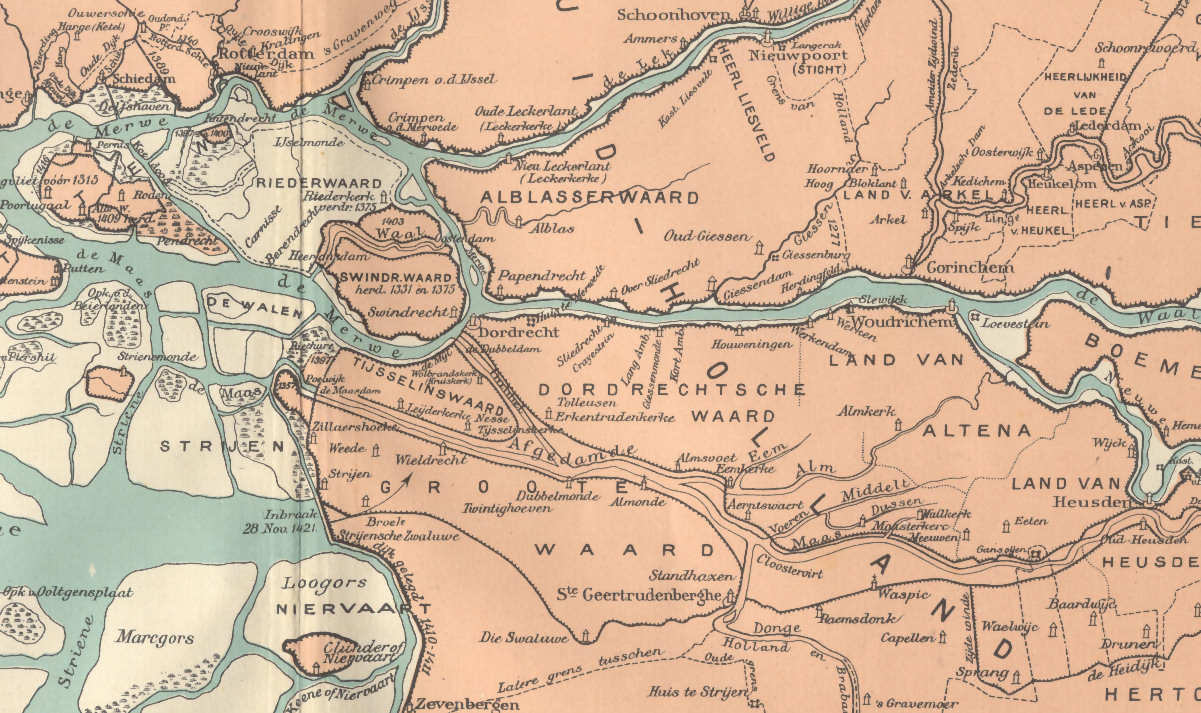
De Groote Waard in 1421. Dit kaartje moet als zeer schematisch worden gezien.

De dijkdoorbraken en overstromingen richtten in Vlaanderen, Zeeland en Holland grote verwoestingen aan. Het aantal genoemde slachtoffers liep in de loop van de jaren door mythevorming op tot 100.000. In de Tieler Kroniek van omstreeks 1450 wordt gemeld dat:
Daags na St. Elisabeth woedde er 's nachts zo'n hevige storm dat de wind met orkaankracht in Tiel verschillende huizen omver blies en in Holland door dijkdoorbraken veel schade aanrichtte. Tweeduizend mensen zijn, naar men zegt, verdronken. Bijna heel Holland is, evenals Vlaanderen en Zeeland, ondergelopen. Hierdoor kwam ook de Grote Zuid Hollandse Waard onder te staan en ging verloren.
Op grond hiervan noemen sommige bronnen het aantal van 2.000 slachtoffers van de overstroming van de Grote Waard. Echter, de tekst van de Kroniek heeft het over het totaal aantal slachtoffers door de storm in Holland en Vlaanderen. Moderne kennis van overstromingen maakt het onwaarschijnlijk dat de overstroming van de Grote Waard meer dan een tiental slachtoffers heeft gegeven. Het is waarschijnlijk dat in het kustgebied van Holland, Zeeland en Vlaanderen bij de storm een groter aantal slachtoffers is gevallen door stormschade en doordat veel slachtoffers bevangen zijn door vrieskou. 
Verder werden naar schatting zo'n dertig dorpen door de vloed onbewoonbaar waarvan de ligging van enkele is teruggevonden, zoals Houweningen. Sliedrecht, gelegen aan de zuidelijke oever van de Merwede, viel eveneens geheel ten prooi aan de vloed, het is nadien aan de andere oever herbouwd. De Grote Waard, een gebied dat iets meer dan een eeuw eerder was ingepolderd, kwam in de loop der jaren geheel onder water te staan. Opnieuw inpolderen was door een aantal omstandigheden niet meer mogelijk.
Door deze vloed werden de elkaar destijds bestrijdende steden Geertruidenberg en Dordrecht gescheiden (Hoekse en Kabeljauwse twisten). Een gevolg daarvan was dat rond Dordrecht vaarwegen ontstonden, waardoor het zogenaamde stapelrecht van Dordrecht, dat bepaalde dat handelswaar eerst moest worden uitgeladen eer men het mocht doorvoeren, omzeild kon worden. Ook was Dordrecht nu afgesneden van het zuiden, wat ongunstig was voor de handel. Om herhaling van nieuwe dijkdoorbraken tegen te gaan, werd het Hoogheemraadschap van de Krimpenerwaard opgericht. Ten gevolge van de Hoekse en Kabeljauwse twisten gebeurde dit pas negen jaar na de vloed.
Een misverstand is dat de Biesbosch door deze stormvloed plotseling is ontstaan. Bij de Sint-Elisabethsvloed braken weliswaar de dijken van de toenmalige Grote Waard, maar het duurde tientallen jaren voor het gehele gebied met zijn kreken en riet gevormd was. De veranderde loop van de rivier had hierbij grote invloed.